# Урушадзе Ной Олександрович
Ной Олександрович Урушадзе (груз. ნოე ალექსანდრეს ძე ურუშაძე; нар. 15 березня 1920 — пом. 6 жовтня 1943) — учасник німецько-радянської війни, розвідник артилерійського дивізіону 661-го артилерійського полку 206-ї стрілецької дивізії 47-ї армії Воронезького фронту, Герой Радянського Союзу (1944).

## Біографія
Народився у селі Лашисгелі, нині Ланчхутського району Грузії, у родині селянина. Грузин. Закінчив 7 класів, після школи працював механіком у Ланчхутському дорожньому відділі.
У Червоній Армії з 1942 року, з липня 1942 року в діючих частинах. У званні червоноармійця служив розвідником артилерійського дивізіону 661-го артилерійського полку 206-ї стрілецької дивізії 47-ї армії Воронезького фронту.

## Історія подвигу
26 вересня 1943 року, беручи участь у форсуванні Дніпра, рядовий Урушадзе одним із перших серед артилеристів зі стрілецьким підрозділом переправився через річку в районі села Пекарі Канівського району Черкаської області України.
Зміг встановити зв'язок з артдивізіоном і коригував стрільбу з лівого берега річки. 29 вересня ворожа піхота під прикриттям сильного мінометного, артилерійського та кулеметного вогню атакувала висоту, яку утримували радянські бійці. Урушадзе у складі піхотного підрозділу відбив сім контратак противника.
Наступного дня 30 вересня німецькі автоматники вісім разів атакували радянські позиції. Під час останньої атаки рядовий самотужки утримував висоту, відбивши атаку кулеметним вогнем.
Ной Урушадзе загинув у бою 6 жовтня 1943 року. Похований у братській могилі у місті Каневі.
Указом Президії Верховної Ради СРСР від 3 червня 1944 року за «зразкове виконання бойових завдань командування на фронті боротьби з німецько-фашистськими загарбниками та проявлені при цьому мужність і героїзм» червоноармійцю Урушадзе посмертно було присвоєно звання Героя Радянського Союзу.
Нагороджений орденом Леніна, медалями.

## Пам'ять
У Каневі ім'ям Ноя Урушадзе названо вулицю і школу № 1. У Ланчхуті встановлено його погруддя і меморіальну дошку.